# Anubis viridicollis
Anubis viridicollis là một loài bọ cánh cứng trong họ Cerambycidae.